# IAR 80
El IAR 80 fue un avión de caza monomotor de ala baja fabricado por la compañía estatal rumana Industria Aeronautică Română (IAR) entre los años 1940 y 1944, entrando en servicio únicamente en la Real Fuerza Aérea Rumana el 14 de enero de 1941, con la que participó en la Segunda Guerra Mundial con un gran éxito, estando entre los mejores cazas al inicio del conflicto, pero al avanzar la contienda se fue quedando atrás. También existió una versión de bombardero en picado del modelo, que recibió la denominación IAR 81.

## Historia y desarrollo

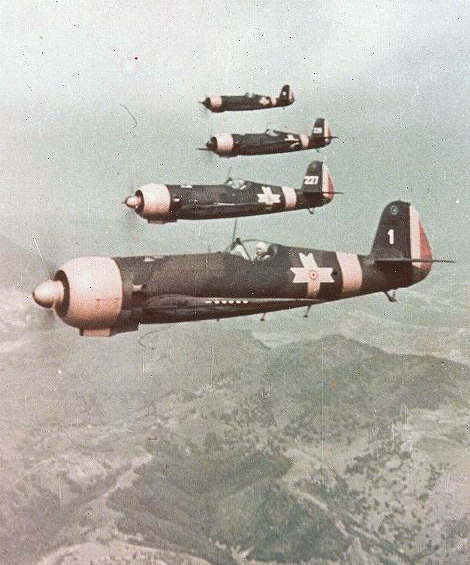
Formación de IAR 80 de la Real Fuerza Aérea Rumana en vuelo.

Los trabajos del equipo dirigido por el profesor Ion Grosu dieron como resultado el caza IAR 80, cuyo prototipo, pilotado por Dumitru Popescu, efectuó su primer vuelo el 12 de abril de 1939. Su evaluación fue considerada satisfactoria, obteniendo una velocidad máxima de 510 km/h y un techo de vuelo de 4500 m. Fue halagado por muchos como uno de los mejores cazas de combate de su época, y que, gracias a este caza, la Real Fuerza Aérea Rumana se convirtió en una potencia a tener en cuenta.
El IAR 80 era un monoplano de ala baja cantilever fabricado íntegramente de metal, con cabina abierta, tren de aterrizaje retráctil de vía ancha y una planta motriz consistente en un motor radial IAR K-14-III C36 (licencia del francés Gnome-Rhône Mistral Major). El nuevo monoplaza logró demostrar que disponía de unas buenas características, por lo que consiguió que se decidiera su fabricación en serie para equipar las escadrile de caza de la Real Fuerza Aérea Rumana, por lo que esta última realizó un pedido urgente de cien ejemplares.
Las entregas de los primeros aparatos de serie comenzaron en la primavera de 1940; en ellos se habían introducido algunas modificaciones, como una cubierta deslizable hacia atrás, estabilizador cantilever y un motor de mayor potencia, el IAR K.14-1000A. Sin embargo, se retuvo el patín de cola, elemento ya poco utilizado en aquella época.
La producción del IAR 80 y su variante de bombardeo en picado IAR 81 totalizó 346 ejemplares. En 1942, cuatro escadrile del Corpul I Aerian en Ucrania estaban equipadas con IAR 80, pero al año siguiente todos los IAR 80 y 81 disponibles fueron concentrados en Rumania para defender al país de los ataques de los B-24 Liberator de las USAAF especialmente intensos sobre los pozos petroliferos de Ploieşti.
En 1949, unos pocos IAR 80 supervivientes de la guerra fueron convertidos en aviones de entrenamiento mediante la instalación de una segunda cabina con doble mando y recibieron la designación IAR 80DC, siendo retiradas del servicio a finales de 1952.

## Variantes
IAR 80
Primera versión de caza, con cuatro ametralladoras Browning M1919 de 7,92 mm en las alas. 50 unidades construidas.
IAR 80A
Versión de serie con seis ametralladoras. 90 unidades construidas.
IAR 80B
Versión armada con cuatro ametralladoras Browning M1919 de 7,92 mm y otras dos ametralladoras Hotchkiss de 13,2 mm.
IAR 80DC
Algunos ejemplares de IAR 80 sobrevivientes de la guerra convertidos en 1950 en entrenadores; se instaló una segunda cabina con doble mando. Retirados en 1952
IAR 81
Versión inicial reforzada de bombardeo en picado, con seis ametralladoras Browning M1919 de 7,92 mm, soporte ventral para una bomba de 250 kg y afustes subalares para cuatro bombas de 50 kg. 50 unidades construidas.
IAR 81A
Versión con una carga bélica similar a la del IAR 81, pero con las mismas ametralladoras del IAR 80B. 29 unidades construidas.
IAR 81B
Versión de caza de gran autonomía, con provisión para dos depósitos de combustible lanzables bajo las alas. No apto para el transporte de bombas, pero armado con dos cañones automáticos Ikaria MG FF u Oerlikon FF y cuatro ametralladoras Browning M1919 de 7,92 mm. 50 unidades construidas.
IAR 81C
Cazabombardero en picado, con una carga bélica similar a la del IAR 81, pero armado con dos cañones automáticos Mauser MG 151/20 de 20 mm y cuatro ametralladoras Browning M1919 de 7,92 mm.

## Operadores
Rumania
- Real Fuerza Aérea Rumana

## Especificaciones (IAR 80)
Referencia datos: WorldWar2.ro

### Características generales
- Tripulación: 1
- Longitud: 8,90 m
- Envergadura: 10,52 m
- Altura: 3,60 m
- Superficie alar: 16 m²
- Peso vacío: 1780 kg
- Peso máximo al despegue: 2250 kg
- Planta motriz: 1× IAR K.14-IV C32, radial de 14 cilindros en doble fila enfriado por aire.
  - Potencia:

### Rendimiento
- Velocidad máxima operativa (Vno): 495 km/h (308 MPH; 267 kt) a 5000 m
- Alcance: 940 km (508 nmi; 584 mi)
- Techo de vuelo: 10 500

### Armamento
- Ametralladoras: 4× Browning M1919 de 7,92 mm en las alas.

## Especificaciones (IAR 80A)
Referencia datos: WorldWar2.ro

### Características generales
- Tripulación: 1
- Longitud: 8,97 m
- Envergadura: 10,52 m
- Altura: 3,525 m
- Superficie alar: 17 m²
- Peso vacío: 1617 kg
- Peso máximo al despegue: 2248 kg
- Planta motriz: 1× IAR K14-1000A, radial de 14 cilindros en doble fila enfriado por aire.
  - Potencia: 764 kW (1025 HP; 1039 CV)
- Hélices: 1 tripala x motor× 1 tripala por motor.

### Rendimiento
- Velocidad máxima operativa (Vno): 540 km/h (336 MPH; 292 kt)
- Alcance: 1150 km
- Techo de vuelo: 10 500 m (34 449 ft)
- Carga alar: 132,35 kg/m² 27,1 lb/ft²

### Armamento
- Ametralladoras: 6× Browning M1939 de 7,92 mm en las alas.

## Especificaciones (IAR 81C)

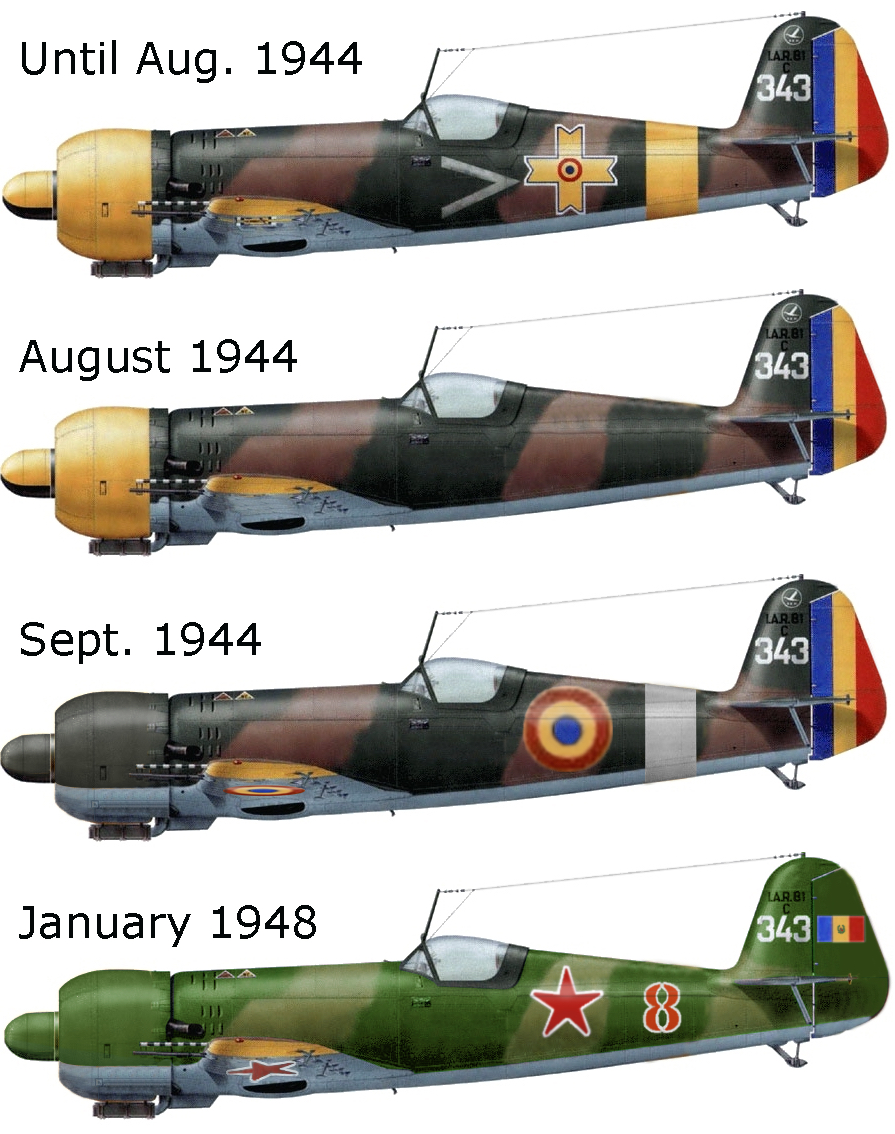
Perfiles y esquemas de camuflaje del IAR 81C.

Referencia datos: WorldWar2.ro

### Características generales
- Tripulación: 1
- Longitud: 8,97 m
- Envergadura: 11 m
- Altura: 3,535 m
- Superficie alar: 17 m²
- Peso vacío: 2200 kg
- Peso máximo al despegue: 2.980 kg
- Planta motriz: 1× IAR K14-1000A, radial de 14 cilindros en doble fila enfriado por aire.
  - Potencia: 764 kW (1025 HP; 1039 CV)

### Rendimiento
- Velocidad máxima operativa (Vno): 560 km/h (348 MPH; 302 kt) a 7000 m
- Alcance: 730 km (394 nmi; 454 mi) 1.330 con tanques de combustible adicionales.
- Techo de vuelo: 10 000 m (32 808 ft)
- Carga alar: 132,35 kg/m² 27,1 lb/ft²

### Armamento
- Ametralladoras: 4× FN Browning M1939 de 7,92 mm en las alas.

- Cañones: 2× MG 151 de 20 mm.
- Puntos de anclaje: 1 con una capacidad de 225 kg, para cargar una combinación de:  
  - Bombas: 1x bomba de  225 kg
en afuste ventral (bajo el fuselaje).

### Aeronaves similares
- Curtiss P-36
- Curtiss-Wright CW-21
- Grumman F4F Wildcat
- Seversky P-35
- Bloch MB.150
- Bloch MB.152
- Fiat G.50
- Macchi M.C.200
- Reggiane Re.2000
- Mitsubishi A6M
- Nakajima Ki-43
- Polikarpov I-180

### Listas relacionadas
- Anexo:Cazas de la Segunda Guerra Mundial
- Anexo:Aeronaves militares utilizadas en la Segunda Guerra Mundial